# 贝尔维尔 (得克萨斯州)
贝尔维尔（Bellville）位于美国得克萨斯州东南部，是奥斯汀县的县治所在，面积6.8平方公里。根据美国2000年人口普查，共有3,794人，其中白人占81.89%、非裔美国人占11.68%。